# ベイリー・ビーズ

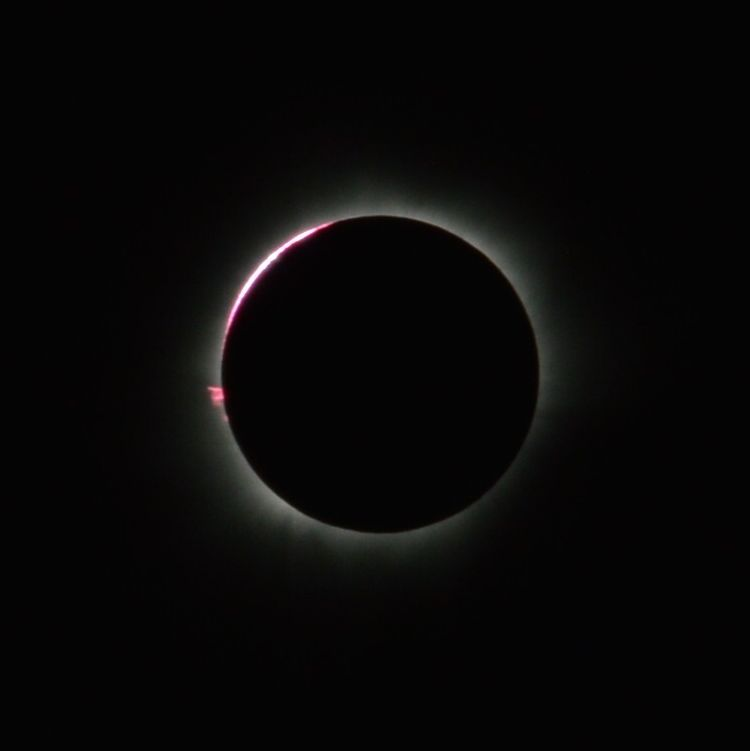
ベイリー・ビーズ

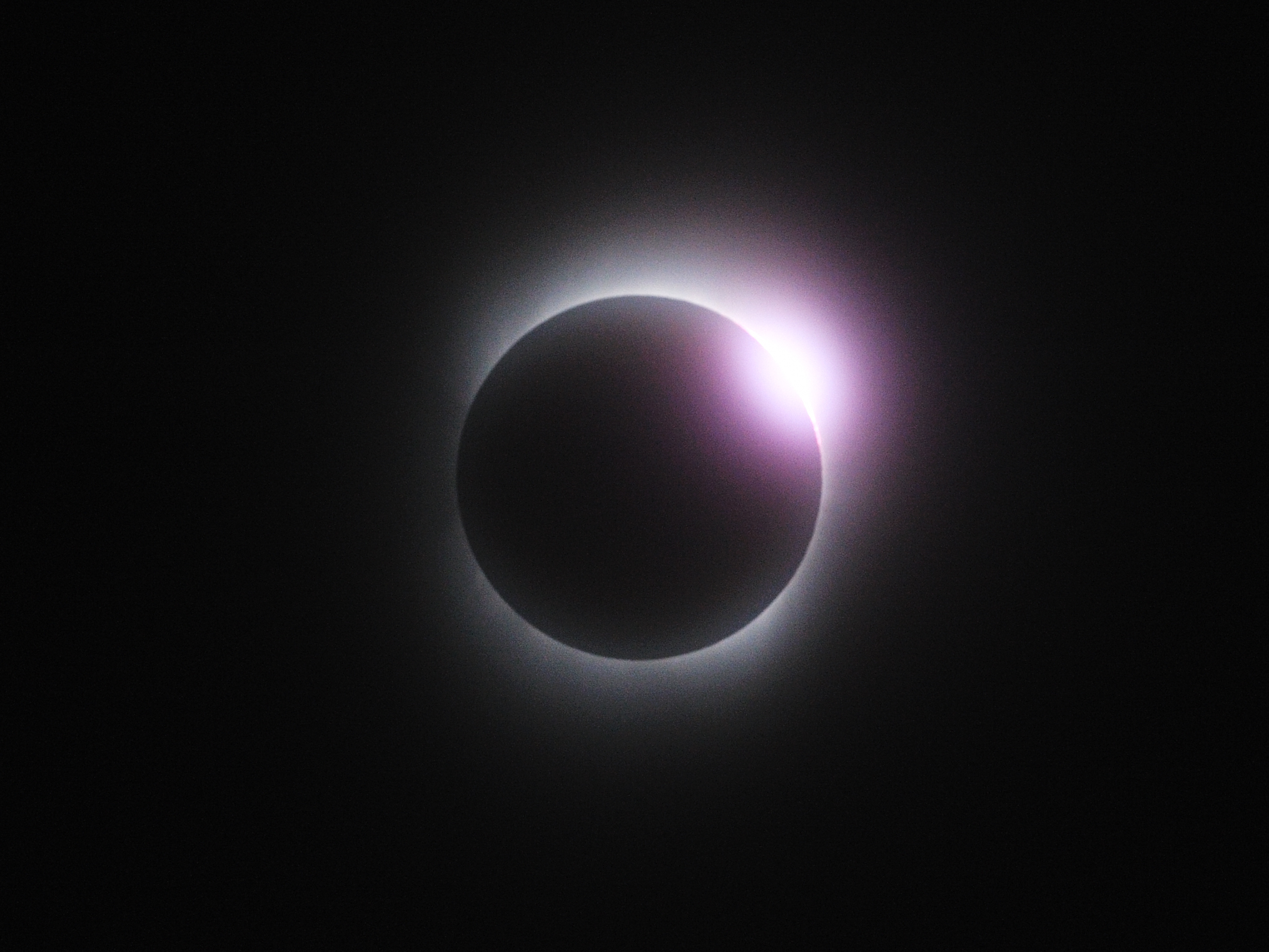
ダイヤモンド・リング

ベイリー・ビーズ（Baily's beads）とは、日食の際に月が太陽を隠し、月表面の凹凸の地形によって日光がビーズのように見える現象である。ベイリーズ・ビーズ、ベイリーの数珠ともいう。1836年にこの現象について初めて正しい説明を与えたフランシス・ベイリーにちなんで名付けられた。

## 概要
月の地形は、山、クレーター、谷等の存在によって、かなり凹凸に富んでいる。月表面の不規則性は、恒星の掩蔽の観測によって正しく知ることができる。日食の経路の中心では第二接触と第三接触の数秒間だけベイリー・ビーズが見られるが、本影部の端付近ではその継続時間が最大になり、1分から2分も続く。
通常、ベイリー・ビーズは、月（太陽）の円弧の一部分にしか発生しないが、金環皆既日食の場合、観測位置によっては円弧の大半がベイリー・ビーズになる事もある。

## その他
NBCのテレビドラマ『HEROES』のオープニングにはベイリー・ビーズの映像が使われている。